# Psicologia dell'insolito
La psicologia dell'insolito è lo studio del comportamento umano e dell'esperienza connessa con quello che viene spesso chiamato paranormale, con l'assunto che non vi sia in realtà nulla di paranormale in essi.
La psicologia dell'insolito è talvolta descritta come un sottocampo della parapsicologia, tuttavia la prima respinge le affermazioni paranormali della seconda. Secondo Chris French:
La psicologia dell'insolito è considerata un campo emergente della psicologia. Tale studio è offerto come opzione in molti programmi di laurea in psicologia nel Regno Unito. In Italia, a introdurre la definizione di "Psicologia dell'insolito" è stato lo psicologo e divulgatore Massimo Polidoro, in un articolo del 1999 sul Giornale italiano di psicologia, ed è stato il primo (e finora unico) a tenere, tra il 2005 e il 2007, un corso universitario di Psicologia dell'insolito presso l'Università di Milano Bicocca.

## Storia
Secondo la psicologia dell'insolito, i fenomeni paranormali hanno spiegazioni naturalistiche derivanti da fattori psicologici e fisici che danno ad alcune persone la falsa impressione dell'attività paranormale. Ci sono state, a partire dal XIX secolo, molte pubblicazioni che hanno dato spiegazioni razionali per presunte esperienze paranormali.
Il medico John Ferriar scrisse An Essay Towards a Theory of Apparitions nel 1813, in cui sosteneva che gli avvistamenti di fantasmi fossero il risultato di illusioni ottiche. Successivamente, il medico francese Alexandre Jacques François Brière de Boismont pubblicò On Hallucinations: Or, the Rational History of Apparitions, Dreams, Ecstasy, Magnetism, and Somnambulism nel 1845, in cui affermava che gli avvistamenti di fantasmi erano il risultato di allucinazioni. William Benjamin Carpenter, nel suo libro Mesmerism, Spiritualism, Etc: Historically and Scientificically Considered (1877), scrisse che le pratiche spiritistiche potevano essere spiegate da frode, illusione, ipnotismo e suggestione. Lo psichiatra britannico Henry Maudsley, in Natural Cause and Supernatural Seemings (1886), scrisse che le cosiddette esperienze soprannaturali potevano essere spiegate in termini di disturbi della mente, ed erano semplicemente "malosservazioni e interpretazioni errate della natura".
Negli anni 1890, lo psicologo tedesco Max Dessoir e lo psichiatra Albert Moll formarono la posizione dell'"occultismo critico". Questo punto di vista interpretava i fenomeni psichici in modo naturalistico. Tutti i casi apparenti furono attribuiti a frodi, suggestioni, segnali inconsci o fattori psicologici. Moll scrisse che pratiche come il Cristianesimo scientista, lo spiritismo e l'occultismo erano il risultato di frodi e suggestioni ipnotiche. Moll sostenne che la suggestione spiegava le cure del cristianesimo scientista, nonché il rapporto apparentemente soprannaturale tra i mesmerizzatori e i loro sonnambuli. Moll scrisse anche che la frode e l'ipnotismo potrebbero spiegare i fenomeni medianici.
Lionel Weatherly (uno psichiatra) e John Nevil Maskelyne (un mago) scrissero The Supernatural? (1891) che offriva spiegazioni razionali per apparizioni, esperienze paranormali e religiose e spiritismo. Karl Jaspers, nel suo libro General Psychopathology (1913), affermò che tutti i fenomeni paranormali sono manifestazioni di sintomi psichiatrici.
Il tedesco Zeitschrift für Kritischen Okkultismus (Rivista di Occultismo Critico) operò dal 1926 al 1928. Lo psicologo Richard Baerwald ne era l'editore, e il giornale pubblicava articoli di Dessoir, Moll e altri. Conteneva "alcune delle più importanti indagini scettiche sulle affermazioni del paranormale".
Altri primi scienziati che hanno studiato la psicologia dell'insolito includono Millais Culpin, Joseph Jastrow, Charles Arthur Mercier e Ivor Lloyd Tuckett.

## Ricerche moderne
Il termine "Anomalistic Psychology" con cui è conosciuta la disciplina in lingua inglese, fu suggerito per la prima volta dagli psicologi Leonard Zusne e Warren Jones nel loro libro Anomalistic Psychology: A Study of Magical Thinking (1989) che affronta sistematicamente fenomeni di coscienza umana e comportamenti che potrebbero sembrare violare le leggi di natura, quando in realtà non lo fanno.
Lo psicologo canadese Graham Reed ha pubblicato un importante lavoro sull'argomento, The Psychology of Anomalous Experience (1972).
Varie pubblicazioni psicologiche hanno spiegato in dettaglio come i fenomeni paranormali riportati come medianità, precognizione, esperienze extracorporee e percezioni extrasensoriali possano essere spiegati da fattori psicologici senza ricorrere al soprannaturale. I ricercatori coinvolti nella psicologia dell'insolito cercano di fornire resoconti plausibili non paranormali, supportati da prove empiriche, su come i fattori psicologici e fisici potrebbero combinarsi per dare l'impressione di attività paranormali. Oltre all'inganno o all'autoinganno, tali spiegazioni potrebbero comportare bias cognitivi, stati psicologici anomali, stati dissociativi, allucinazioni, fattori di personalità, problemi di sviluppo e natura della memoria.
Lo psicologo David Marks ha scritto che i fenomeni paranormali possono essere spiegati dal pensiero magico, dalle immagini mentali, dalla convalida soggettiva, dalle coincidenze, dalle cause nascoste e dalle frodi. Robert Baker ha scritto che molti fenomeni paranormali possono essere spiegati attraverso effetti psicologici come allucinazioni, paralisi nel sonno e ricordi nascosti, un fenomeno in cui esperienze che originariamente fanno poca impressione cosciente vengono archiviate nel cervello per essere improvvisamente ricordate in seguito in una forma alterata.
Massimo Polidoro, in Italia, ha insegnato al corso "Metodo scientifico, Pseudoscienza e Psicologia dell'Insolito". Un altro ricercatore di spicco è lo psicologo britannico Chris French, che ha istituito la Anomalistic Psychology Research Unit (APRU) presso il Dipartimento di Psicologia di Goldsmiths, Università di Londra.

### Presenze
Uno studio psicologico (Klemperer, 1992) sui fantasmi ha scritto che le visioni dei fantasmi possono derivare da allucinazioni ipnagogiche ("sogni di veglia" che si sperimentano negli stati di transizione da e verso il sonno). In un esperimento (Lange e Houran, 1997) 22 soggetti hanno visitato cinque aree di un teatro e sono stati invitati a prendere nota dell'ambiente. La metà dei soggetti è stata informata che i luoghi in cui si trovavano erano infestati, mentre all'altra metà è stato riferito che l'edificio era semplicemente in fase di ristrutturazione. Le percezioni dei soggetti in entrambi i gruppi sono state registrate in un questionario esperienziale che conteneva 10 sottoscale relative alle percezioni psicologiche e fisiologiche. I risultati hanno mostrato esperienze percettive più intense su nove delle dieci sottoscale del gruppo a cui è stato detto che l'edificio era infestato, il che ha indicato che le caratteristiche della domanda da sole possono stimolare la percezione di esperienze paranormali.
Un altro studio degli stessi autori (Lange e Houran, 1998) ha suggerito che le esperienze poltergeist sono illusioni "derivanti dalla dinamica affettiva e cognitiva dell'interpretazione dei percipienti di stimoli ambigui".
Due esperimenti su presunti fantasmi (Wiseman et al. 2003) hanno scoperto che i dati supportano "l'idea che le persone riportino costantemente esperienze insolite in aree" infestate "a causa di fattori ambientali, che possono differire tra i luoghi". Alcuni di questi fattori includevano "la varianza dei campi magnetici locali, la dimensione del luogo e il livello di illuminazione degli stimoli, di cui i testimoni potrebbero non essere consapevoli".

### Medium
La ricerca e le prove empiriche della psicologia da oltre cento anni hanno rivelato che, dove non c'è frode, la medianità e le pratiche spiritiche possono essere spiegate da fattori psicologici. La medianità di trance, che gli spiritisti affermano essere causata da spiriti disincarnati che parlano attraverso il medium, in alcuni casi ha dimostrato di essere l'emergere di personalità alternative dalla mente subconscia del medium.
Il medium può ottenere informazioni sui propri clienti, intercettando segretamente le loro conversazioni o cercando negli elenchi telefonici, su internet e sui giornali prima delle sedute. I medium sono noti per l'uso di una tecnica chiamata "lettura a freddo" che prevede l'ottenimento di informazioni sul comportamento, l'abbigliamento, la postura e la gioielleria dei clienti.
In una serie di esperimenti di false sedute spiritiche (Wiseman et al. 2003), un attore ha suggerito ai credenti e ai miscredenti paranormali che un tavolo stava levitando quando, in realtà, rimaneva fermo. Dopo la seduta, circa un terzo dei partecipanti ha riferito erroneamente che il tavolo si era spostato. I risultati hanno mostrato una percentuale maggiore di credenti che hanno riportato lo spostamento del tavolo. In un altro esperimento, i credenti avevano anche riferito che una campanella si era mossa, quando in realtà era rimasta ferma, e avevano espresso la loro convinzione che le false sedute contenessero autentici fenomeni paranormali. Gli esperimenti hanno sostenuto fortemente l'idea che nella stanza delle sedute i credenti siano più suggestionabili dei miscredenti rispetto a suggestioni coerenti con la loro fede nei fenomeni paranormali.
Un esperimento (O'Keeffe e Wiseman, 2005) che ha coinvolto 5 medium non ha trovato prove a sostegno dell'idea che i medium in condizioni controllate siano stati in grado di dimostrare abilità paranormali o medianiche.

### Guarigione paranormale
Uno studio del British Medical Journal (Rose, 1954) ha esaminato la guarigione spirituale, il tocco terapeutico e la guarigione attraverso la fede. In un centinaio di casi esaminati, nessun singolo caso ha rivelato che l'intervento del guaritore da solo ha portato a qualsiasi miglioramento o cura di una disabilità organica misurabile.
Uno studio è stato condotto da un gruppo di scienziati (Beutler, 1988) per verificare se tre gruppi di trattamento, imposizione delle mani, guarigione paranormale a distanza e nessuna guarigione paranormale, potessero ridurre la pressione sanguigna. I dati non hanno rilevato alcun effetto paranormale in quanto non sono state rilevate differenze significative tra i tre gruppi di trattamento. I risultati hanno concluso che il calo della pressione arteriosa in tutti e tre i gruppi è stata causata dall'approccio psicosociale e dall'effetto placebo dello studio stesso.
È stato scoperto che una forma di guarigione paranormale nota come "chirurgia psichica" è il risultato di prestidigitazione. I chirurghi psichici fingono di entrare nel corpo del paziente ma la pelle non viene mai forata, non ci sono cicatrici e il sangue viene rilasciato da sacche nascoste nelle mani del chirurgo.

### Psicocinesi
Alcuni bias cognitivi sono stati evidenziati in alcuni casi di psicocinesi. Una meta-analisi di Bösch, et al (2006) di 380 studi ha scoperto che "la significatività statistica dell'intero database non fornisce alcuna evidenza sull'autenticità o meno del fenomeno" e ha concluso che "il bias di pubblicazione sembra essere la spiegazione più semplice e comprensiva dei risultati principali della meta-analisi. "
Secondo Richard Wiseman, esistono diversi modi per simulare la piegatura psicocinetica del metallo (PKMB), tra cui la commutazione di oggetti diritti con duplicati pre-piegati, l'applicazione nascosta della forza e l'induzione di fratture metalliche. La ricerca ha anche suggerito che gli effetti PKMB possono essere creati su suggestione verbale. Su questo argomento (Harris, 1985) ha scritto: "Se stai svolgendo un lavoro davvero convincente, dovresti essere in grado di mettere una chiave piegata sul tavolo e commentare: "Guarda, si sta ancora piegando" facendo credere agli spettatori che lo stia facendo. Questo può suonare come il massimo della sfacciataggine; tuttavia, l'effetto è sorprendente - e combinato con la suggestione, funziona."
In uno studio sperimentale (Wiseman e Greening, 2005), a due gruppi di partecipanti è stata mostrata una videocassetta in cui un finto sensitivo ha messo una chiave piegata su un tavolo. I partecipanti del primo gruppo hanno sentito il falso sensitivo suggerire che la chiave continuava a piegarsi, quando in realtà era rimasta ferma, mentre quelli del secondo gruppo no. I risultati hanno rivelato che i partecipanti del primo gruppo hanno riportato un movimento significativamente maggiore della chiave rispetto al secondo gruppo. I risultati sono stati replicati in un altro studio. Gli esperimenti dimostrano che "la testimonianza degli effetti di PKMB può essere creata su suggestione verbale, e quindi la testimonianza di individui che hanno osservato presunte dimostrazioni autentiche di tali effetti non dovrebbe essere vista come una forte evidenza a sostegno del paranormale".

### Visione remota
La ricerca ha suggerito che i partecipanti agli esperimenti di visione remota sono influenzati dalla convalida soggettiva, un processo attraverso il quale vengono percepite corrispondenze tra stimoli che sono in effetti associati in modo puramente casuale. Negli esperimenti sulla visione remota si verifica anche il fenomeno secondo cui i segnali sensoriali (sensory cues) vengono usati per effettuare inferenze inconsce sul materiale percepito.

### Telepatia
La ricerca ha scoperto che in alcuni casi la telepatia può essere spiegata da un bias di covarianza. In un esperimento (Schienle et al. 1996) 22 credenti e 20 scettici sono stati invitati a giudicare la covarianza tra simboli "trasmessi" e il feedback corrispondente dato da un ricevitore. Secondo i risultati, i credenti hanno sopravvalutato il numero di trasmissioni riuscite mentre gli scettici hanno espresso giudizi accurati. I risultati di un altro esperimento di telepatia che ha coinvolto 48 studenti universitari (Rudski, 2002) sono stati spiegati con il bias del "senno di poi" (hindsight bias) e il bias di conferma.